# Rosa Suppa
Rosa Suppa (Maddaloni, 10 luglio 1959) è una politica e avvocato civilista italiana.
La sua attività politica inizia nel 1993 quando diventa segretario della Democrazia Cristiana per la Città di Caserta di Terra di Lavoro. Aderisce al Partito Popolare Italiano e ricopre l'incarico di segretario della sezione di Caserta, vicesegretario provinciale e presidente provinciale del partito a Caserta.
Dal 1997 al 2001 è vicesindaco del Comune di Maddaloni ed assessore all'Urbanistica.
Nel 2003 entra nella direzione regionale della Margherita.
Nel 2005 è eletta Consigliere della Regione Campania e Coordinatrice Regionale delle Donne della Margherita.
Alle elezioni politiche del 2006 è eletta Deputato alla Camera nel Collegio Campania 2. Si dimette dall'incarico di Consigliere Regionale prima ancora di essere proclamata Deputato. È segretario della Commissione Giustizia della Camera e membro della Giunta per le Autorizzazioni. È membro del Comitato di Presidenza del Gruppo de l'Ulivo alla Camera.
Ha poi abbandonato il Pd e aderito all'Unione di Centro.
Vive a Caserta.